# Козаев, Дмитрий Евгеньевич
Дмитрий Евгеньевич Козаев (29 марта 1965, Тбилиси (по другим данным — в селе Корнис, Знаурский район), Грузинская ССР) — юго-осетинский государственный деятель, вице-премьер Правительства Южной Осетии (с 2016); ранее российский генерал-майор таможенной службы, начальник Кингисепской таможни.

## Биография
Родился 29 марта 1965 года в Тбилиси, где окончил среднюю школу.
Поступил в Тбилисский педагогический институт имеми А. С. Пушкина, но в связи с гражданской войной в Грузии, перевелся в Юго-Осетинский педагогический институт, который окончил 1995 году.
С 1994 года начал трудовую деятельность в должности инспектора транзитно-багажного отдела Северо-Осетинской таможни, а позднее являлся начальником таможенного поста «Нижний Зарамаг», начальником таможенного поста «Верхний Ларс», заместителем начальника Северо-Осетинской таможни.
В 2001 году в Москве окончил Российскую таможенную академию по специальности «таможенное дело», а в 2007 году — аспирантуру Российской таможенной академии.
В 2007 году назначен начальником Хакасской таможни и в мае избран президентом Хакасской республиканской общественной организации «Федерация вольной борьбы республики Хакасия».
17 марта 2008 года утверждён в должности начальника Красноярской таможни.
12 декабря 2009 года указом президента РФ ему было присвоено звание генерал-майора таможенной службы.
В мае 2012 года переведён на должность начальника Кингисепской таможни.
В конце марта 2015 года, в день своего 50-летнего юбилея, получил личное поздравление от президента Южной Осетии Леонида Тибилова.
В мае 2015 года его кандидатура рассматривалась при замещение должности премьер-министра Южной Осетии, а 6 июня 2016 года назначен на должность вице-премьера правительства Южной Осетии. 24 апреля 2017 года ушел в отставку. 

## Награды
- Медаль «За усердие» (28 февраля 2008, «за добросовестное исполнение должностных обязанностей, значительный вклад в обеспечение защиты экономических интересов Российской Федерации, профессионализм, инициативу, проявленные при выполнении служебного долга»)
- Медаль «Патриот России» (2008, «за личный большой вклад в военную, трудовую службу и проявление патриотизма»)
- Медаль «20 лет Победы народа Абхазии в отечественной войне» (2013)
- Медаль «Во славу Осетии»
- Орден Почёта (17 сентября 2014, Южная Осетия, «за большой личный вклад в дело укрепления дружбы и сотрудничества между народами, помощь и поддержку, оказанную народу Республики Южная Осетия в реализации таможенной политики»)[7]